# ケン・マクヴェイ
ケン・マクヴェイ（Ken McVay）は、ホロコースト否認（あるいはホロコースト修正主義とも呼ばれる）の問題や歴史修正主義者がホロコースト否認を広めるために用いている方法に関するインターネット上の主要な専門家の一人である。ブリティッシュコロンビア勲章受章者、カナダとアメリカの二重国籍者。
マクヴェイはニツコー・プロジェクトの創設者でもある。同プロジェクトは、ホロコースト否認や、ホロコースト否認を広めて憎悪を煽る団体についての真実を暴露することを主な目的にしているウェブサイトの中では最初のもので、かつ最も規模の大きいものである。
マクヴェイは「alt.revisionism」というニュースグループの最も活動的な参加者の一人で、「事実に基づいた証拠」だとしながら実際はデタラメに持ち出されたものやどう見ても不明確な主張を広めようとするホロコースト否認論者たちの動きに突き動かされたと述べている。憎悪を煽る団体の専門家や政府当局はホロコースト否認論をしばしば検閲したり押さえつけたりしようとするが、マクヴェイはそういうやり方には反対している。
元アメリカ海兵隊員でガソリンスタンドの店長を引退したマクヴェイには歴史に関する書類の研究や転写に専念する時間が豊富にあり、それらの書類をインターネット上で閲覧できるようにすることでホロコースト否認論者の主張に対抗している。マクヴェイは様々なインタビューで、ホロコースト否認論者たちがマクヴェイに対し反論したり嫌悪したりしている様々な理由のなかで否認論者たちが最も失望する点は、ユダヤ人でなく世界的な学者でもなくただ引退したガソリンスタンドの店長に過ぎない男に自分たちの偽りの主張の正体をそれほどまでに完全に暴露されることだろうと述べている。
ホロコースト否認に対して検閲でなく真実をもって戦うマクヴェイの努力は、多くの活動家から賞賛されている。ブリティッシュコロンビア州からはブリティッシュコロンビア勲章を授与されている。
マクヴェイは殆どの時間をさまざまな場所への講演旅行に費やし、そこで憎悪を煽る団体やホロコースト否認に関する討論を行っている。